# Pampow
Pampow es un municipio situado en el distrito de Ludwigslust-Parchim, en el estado federado de Mecklemburgo-Pomerania Occidental (Alemania), a una altitud de 54 metros. Su población a finales de 2016 era de 2968 habs. y su densidad poblacional, 70 hab/km².
Se encuentra ubicado junto a la ciudad de Schwerin, la capital del estado.